# Leucobryum brevifolium
Leucobryum brevifolium är en bladmossart som beskrevs av Edwin Bunting Bartram 1960. Leucobryum brevifolium ingår i släktet Leucobryum och familjen Dicranaceae. Inga underarter finns listade i Catalogue of Life.